# Двовісні мінерали
Мінерали двовісні (рос. минералы двуосные, англ. biaxial minerals; нім. zweiachsige Minerale n pl) — мінерали, оптично двовісні. Це мінерали, які кристалізуються в ромбічній, моноклінній або триклінній сингонії. Мають три показники заломлення світла, які характеризують напрями розповсюдження трьох взаємноперпендикулярних променів Х, Y, Z.